# Alexei Igorewitsch Martschenko
Alexei Igorewitsch Martschenko (russisch Алексей Игоревич Марченко; englische Transkription: Alexei Igorevich Marchenko; * 2. Januar 1992 in Moskau) ist ein russischer Eishockeyspieler, der seit Mai 2020 bei Lokomotive Jaroslawl in der Kontinentalen Hockey-Liga (KHL) unter Vertrag steht und dort auf der Position des Verteidigers spielt.

## Karriere
Alexei Martschenko begann seine Karriere als Eishockeyspieler in seiner Heimatstadt in der Nachwuchsabteilung des HK ZSKA Moskau, für dessen zweite Mannschaft er in der Saison 2008/09 in der drittklassigen Perwaja Liga aktiv war. In der Saison 2009/10 gab der Verteidiger sein Debüt für die Profimannschaft des HK ZSKA Moskau in der Kontinentalen Hockey-Liga. In seinem Rookiejahr blieb er in zehn Spielen punkt- und straflos. Parallel zum Spielbetrieb mit ZSKA in der KHL spielt er seit 2009 für dessen Juniorenmannschaft Krasnaja Armija in der multinationalen Nachwuchsliga Molodjoschnaja Chokkeinaja Liga und gewann in der Saison 2010/11 mit dem Team den Charlamow-Pokal, den Meistertitel der MHL.
Gegen Ende der Saison 2013/14 gab Martschenko sein Debüt in der National Hockey League und etablierte sich in der Folge im Kader der Red Wings. Als Martschenko im Februar 2017 über den Waiver erneut zu den Grand Rapids Griffins, dem Farmteam der Red Wings aus der American Hockey League (AHL), geschickt werden sollte, verpflichteten ihn die Toronto Maple Leafs. Dort beendete er die Saison, bevor sein Vertrag im August 2017 aufgelöst wurde und er in seine Heimat zum HK ZSKA Moskau zurückkehrte. Dort spielte der Russe insgesamt drei Jahre und gewann mit dem Team im Jahr 2019 unter anderem den Gagarin-Pokal. Im Mai 2020 wechselte er schließlich innerhalb der Liga zu Lokomotive Jaroslawl.

### International
Bei der Weltmeisterschaft 2016 debütierte Martschenko für die Nationalmannschaft seines Heimatlandes und gewann dabei mit dem Team die Bronzemedaille. Wenig später vertrat er Russland auch beim World Cup of Hockey 2016. Anschließend errang der Abwehrspieler bei den Olympischen Winterspielen 2018 mit der unter neutraler Flagge startenden Sbornaja die Goldmedaille.

## Erfolge und Auszeichnungen
- 2011 Charlamow-Pokal-Gewinn mit Krasnaja Armija Moskau
- 2014 Teilnahme am AHL All-Star Classic
- 2019 Teilnahme am KHL All-Star Game
- 2019 Gagarin-Pokal-Gewinn und Russischer Meister mit dem HK ZSKA Moskau

### International
- 2016 Bronzemedaille bei der Weltmeisterschaft
- 2018 Goldmedaille bei den Olympischen Winterspielen

## Karrierestatistik
Stand: Ende der Saison 2018/19

### International
| Vertrat Russland bei: - World U-17 Hockey Challenge 2008 - World U-17 Hockey Challenge 2009 - Weltmeisterschaft 2016 - World Cup of Hockey 2016 | Vertrat die Olympischen Athleten aus Russland bei: - Olympischen Winterspielen 2018 |

(Legende zur Spielerstatistik: Sp oder GP = absolvierte Spiele; T oder G = erzielte Tore; V oder A = erzielte Assists; Pkt oder Pts = erzielte Scorerpunkte; SM oder PIM = erhaltene Strafminuten; +/− = Plus/Minus-Bilanz; PP = erzielte Überzahltore; SH = erzielte Unterzahltore; GW = erzielte Siegtore; 1 Play-downs/Relegation; Kursiv: Statistik nicht vollständig)